# Piute megye
Piute megye az Amerikai Egyesült Államokban, azon belül Utah államban található. Megyeszékhelye Junction, legnagyobb városa Circleville. Lakosainak száma 1438 fő (2020. április 1.). Piute megye Sevier, Wayne, Garfield és Beaver megyékkel határos.

## Népesség
A megye népességének változása:
| Lakosok száma | 1555 | 1520 | 1519 | 1510 | 1517 | 1438 |
|               | 2010 | 2011 | 2012 | 2013 | 2015 | 2020 |